# Gustaf Ericson (friidrottare)
Gustaf Gilbert Archibald Ericson, född 11 augusti 1912 i Göteborgs Oskar Fredriks församling, död 23 mars 1999 i Björketorps församling, Västra Götalands län, var en svensk friidrottare (kortdistanslöpare).
År 1934 var han med i det friidrottslag som besegrade Tyskland i en landskamp. Han deltog där tillsammans med Sven Strömberg, Bertil von Wachenfeldt och Pelle Pihl i stafettlaget på 4 x 400 meter som vann över det tyska laget med 1 sekund. Ericson sprang den tredje sträckan. Detta gjorde att Sverige vann landskampen med minsta möjliga marginal, 101⅓ poäng mot tyskarnas 100⅔.
Gustaf Ericson är begravd på Björketorps kyrkogård.